# Nagaur (stad)
Nagaur is een Indiase stad in de deelstaat Rajasthan en is de administratieve hoofdplaats van het gelijknamige district. De stad ligt ongeveer middenin tussen de steden Jodhpur en Bikaner. Nagaur werd in de 4e eeuw v.Chr. gesticht door de Naga Kshatriyas en is ook bekend als "Khatwan". De stad telde in 2001 ongeveer 88.000 inwoners.